# Dóczi István
Dóczi István (Budapest, 1965. január 8. –) magyar vízilabdázó, olimpikon.

## Pályafutása
A BVSC-ben kezdett vízilabdázni. Az 1981-es junior vb-n bronzérmes és gólkirály volt. Az 1982-es junior Eb-n hatodik, az 1983-as ifi Eb-n első, az 1984-es junior Eb-n negyedik lett. A felnőtt bajnokságban 1981-ben mutatkozott be. A világbajnokságokon 1986-ban kilencedik, 1991-ben harmadik volt. Az 1991-es világkupán negyedik, az Európa-bajnokságon ötödik lett. 1992-ben tagja volt az olimpián  hatodik helyezett válogatottnak.
Játékos pályafutása után a BEAC szakosztályvezetője és a Budapesti Vízilabda-szövetség elnöke lett.

## Eredményei
- Magyar bajnokság
  - bajnok (1985, 1987, 1990)
  - ezüstérmes (1981, 1982, 1983, 1984, 1986)
- Magyar kupa
  - győztes (1982, 1987, 1990)
- Jugoszláv bajnokság
  - bajnok (1991)
- BEK
  - győztes (1993)

- Világbajnokság
  - bronzérmes (1991)
- Junior világbajnokság
  - bronzérmes (1981)
- Ifjúsági Európa-bajnokság 
  - aranyérmes (1983)